# WWF The War to Settle the Score
WWF The War to Settle the Score fue un evento de lucha libre profesional producido por la World Wrestling Federation (WWF) y fue transmitido en vivo en MTV. El evento estelar fue la única lucha transmitida, las luchas anteriores fueron todos Dark Match.

## Resultados

### 1985
The War to Settle the Score 1985 se realizó el 18 de febrero de 1985 desde el Madison Square Garden en New York, New York.
- Dark Match: Johnny Rodz derrotó a José Luis Rivera.
  - Rodz cubrió a Rivera.
- Dark Match: Hillbilly Jim derrotó a René Goulet.
  - Hillbilly Jim cubrió a Goulet.
- Dark Match: Don Muraco derrotó a Salvatore Bellomo.
  - Muraco cubrió a Bellomo.
- Dark Match: Moondog Spot y Rick McGraw empataron.
  - Moondog Spot y McGraw empataron por llegar al límite de tiempo.
- Dark Match: David Sammartino derrotó a Moondog Rex.
  - Sammartino cubrió a Moondog Rex.
- Dark Match: Nicolai Volkoff derrotó a Swede Hanson.
  - Volkoff cubrió a Hanson.
- Dark Match: Leilani Kai (con The Fabulous Moolah) derrotó a Wendi Richter (con Cyndi Lauper) ganando el Campeonato de Mujeres de la WWF.
  - Kai cubrió a Richter.
- Dark Match: The U.S. Express (Mike Rotundo & Barry Windham) derrotaron a The Spoiler & The Assassin reteniendo el Campeonato en Parejas de la WWF.
  - Rotundo & Windham cubrieron a The Spoiler & The Assassin.
- Dark Match: Paul Orndorff derrotó a Tony Atlas.
  - Onrdorff cubrió a Atlas.
- Dark Match: Jimmy Snuka derrotó a Bob Orton.
  - Snuka cubrió a Orton.
- Hulk Hogan (con Cyndi Lauper & Captain Lou Albano) derrotó a Roddy Piper (con Bob Orton) reteniendo el Campeonato Mundial Peso Pesado de la WWF.
  - Piper fue descalificado.

- Datos: Q6165961